# دوایت لودوخس
دوایت لودوخس (هلندی: Dwight Lodeweges؛ زادهٔ ۲۶ اکتبر ۱۹۵۷) بازیکن سابق و مربی فوتبال اهل هلند است.
از باشگاه‌هایی که در آن بازی کرده‌است می‌توان به باشگاه فوتبال گو اهد ایگلز اشاره کرد.
وی همچنین در تیم ملی فوتبال هلند بازی کرده‌است.